# Ribes uva-crispa
La grosella espinosa europea o uva espina (Ribes uva-crispa), es un arbusto oriundo de Europa, el noroeste de África y el sudoeste de Asia Menor; pertenece al subgénero Grossularia, a veces tratado como un género aparte dentro de Ribes, comprendiendo a las diferentes especies hirsutas de groselleros. El grosellero espinoso americano, Ribes hirtellum, está estrechamente emparentado, y es fácil de confundir a simple vista; ambos poseen tallos espinosos y presentan las flores terminales aisladas, en parejas o tríos, no en racimos.

## Descripción

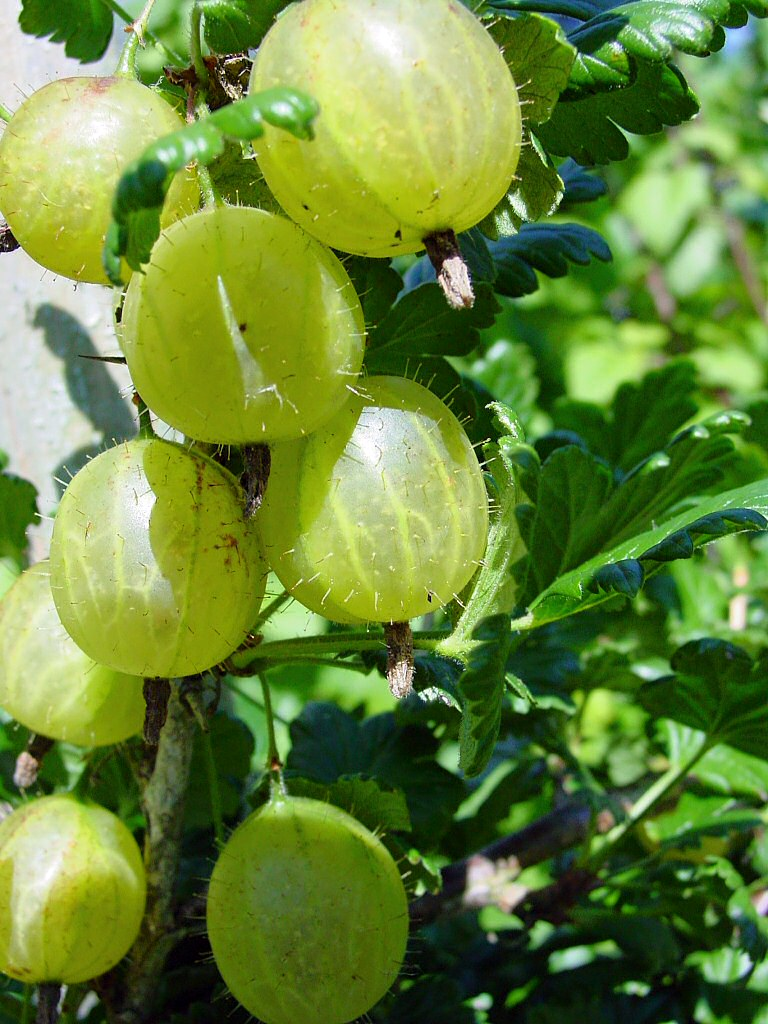
Grosellas blancas.

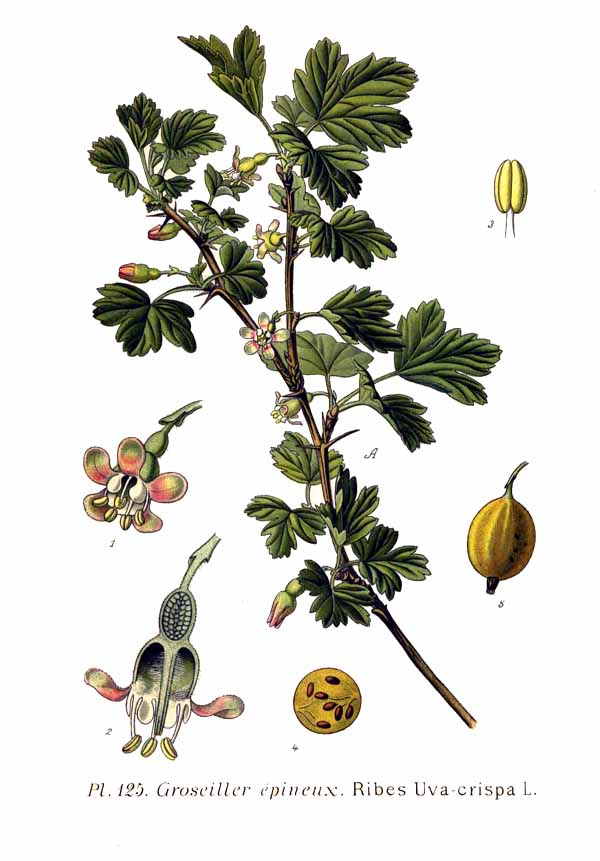
Ilustración

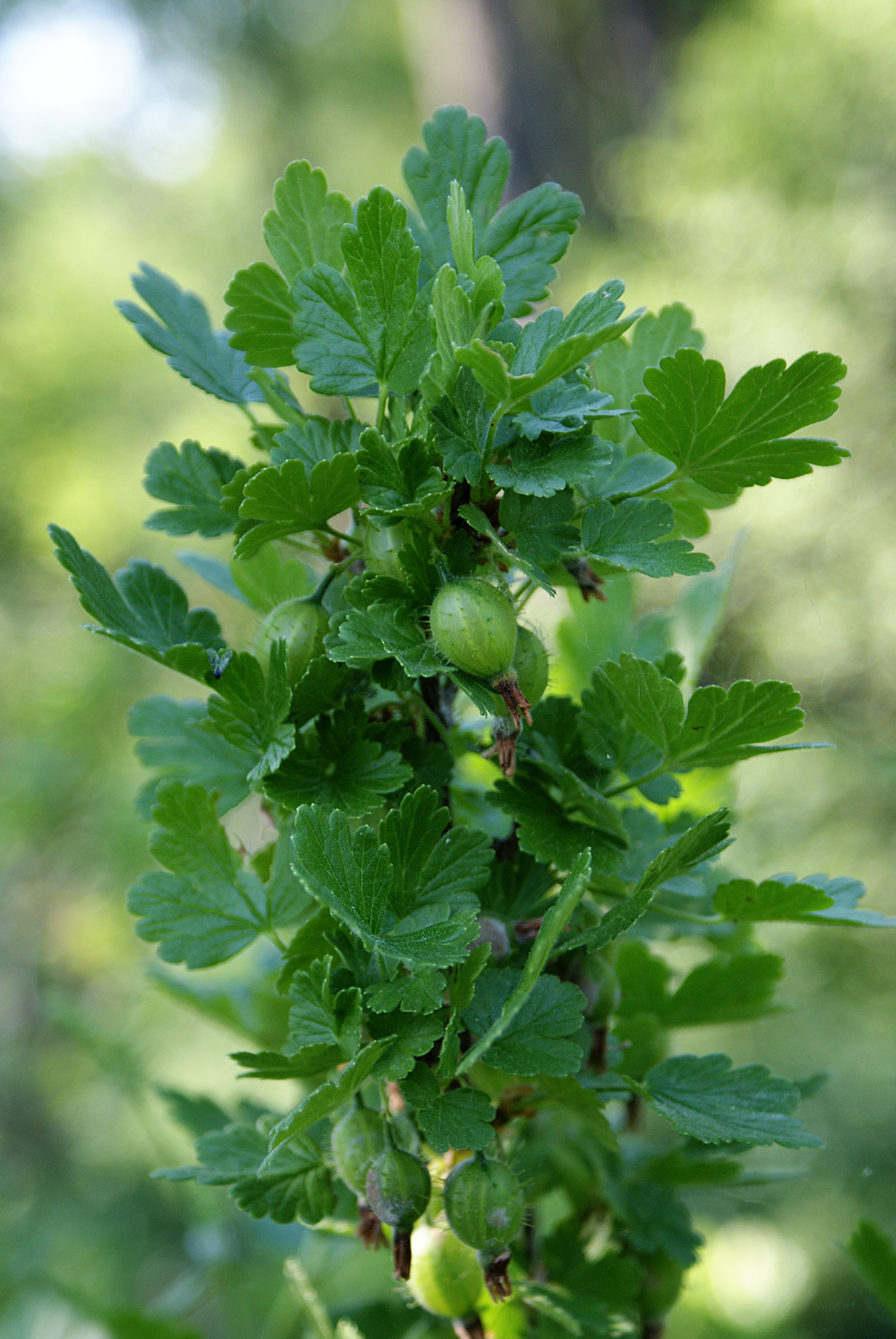
Vista de la planta

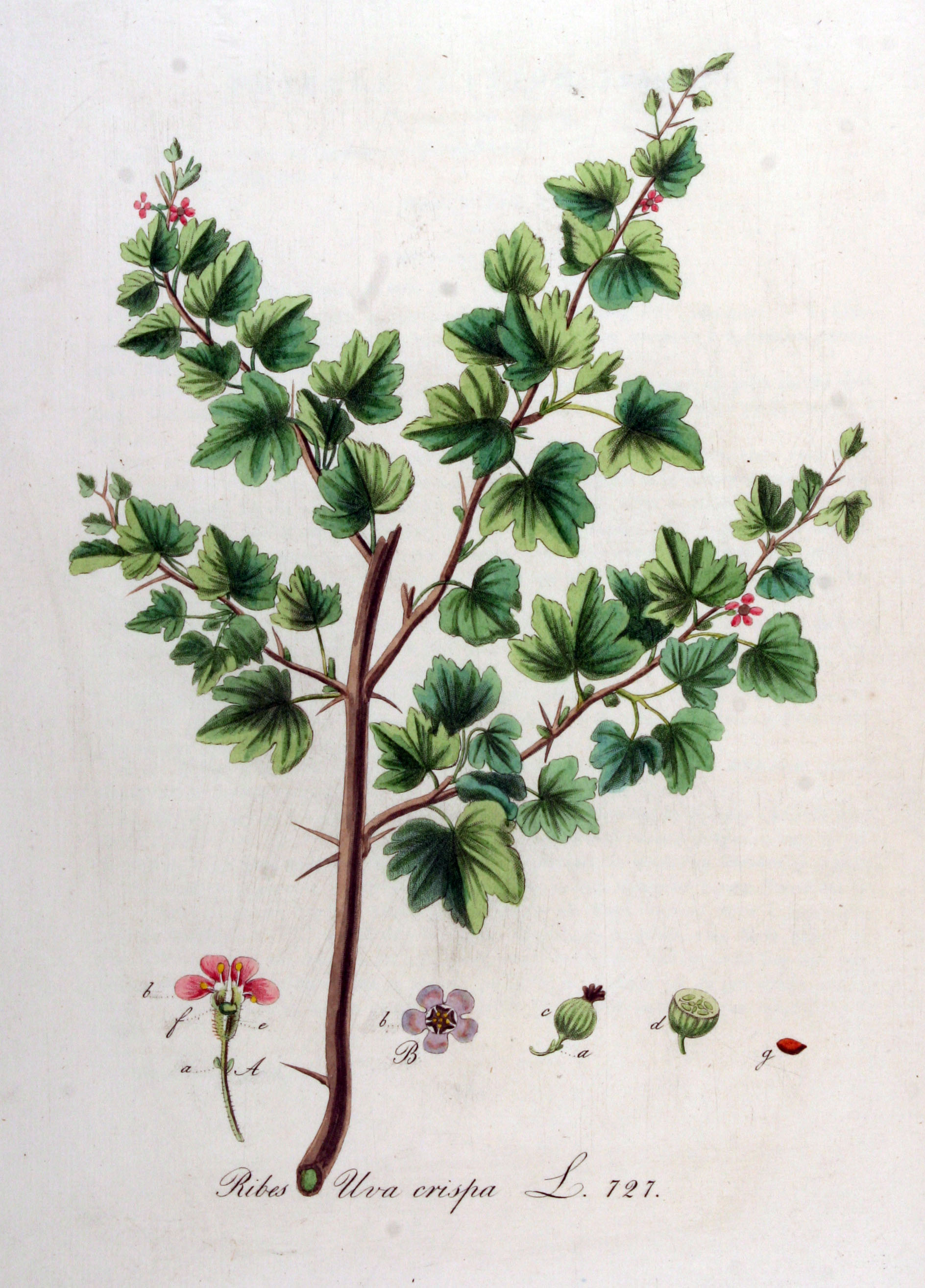
Ilustración

Arbusto de entre 1 a 3 m de altura, densamente ramificado y cubierto de espinas; las hojas son trilobuladas o pentalobuladas, profundamente crenadas, con las nervaduras bien marcadas. Las flores son acampanadas, axilares, surgen solitarias o en pares, pedunculadas. El fruto es una falsa baya comestible de apariencia pilosa y normalmente de color verde, aunque en ocasiones se dan variantes rojas y púrpura oscuro.

## Distribución y hábitat
La grosella espinosa es nativa de Europa y el sudoeste asiático. Crece de forma espontánea en zonas alpinas y roquedales boscosos de las zonas más meridionales, desde el este de Francia hasta el Himalaya y la India peninsular. En Gran Bretaña se encuentra a menudo en bosquecillos o formando setos, pero es una planta cultivada desde hace tanto tiempo que es difícil distinguir las especies silvestres de las cultivadas o si puede considerarse como flora nativa de la isla. Es común también en las laderas bajas de los Alpes piamonteses y Saboya y, no se sabe con certeza si los romanos ya la conocían, aunque se cree posible que Plinio el Viejo hiciera una vaga alusión a ella en un pasaje de su obra Naturalis Historia.

## Cultivo
Necesita humedad en el suelo, no tolera las sequías ni las temperaturas veraniegas excesivas. El frío invernal, sin heladas extremas, es necesario para una buena fructificación.
Se puede propagar por semilla, pero el crecimiento es lento los primeros años. Es más rápido propagar las variedades frutales por estaquillas plantadas en otoño; éstas enraízan rápidamente y en  pocos años forman unos buenos arbustos frutales. De este modo también se reproducen fielmente las características del progenitor. 
Las flores aparecen en las yemas terminales de los tallos del año anterior, por lo tanto, no se deben acortar las ramas en invierno. Para evitar el excesivo desarrollo en longitud de los renuevos basales se deben pinzar en verano, cuando todavía están tiernos. Esto fuerza la formación de yemas florales y evita que se alarguen en exceso, algo que no es recomendable, debido a su fragilidad. Los troncos más viejos van perdiendo poco a poco su vitalidad, por lo que conviene cortarlos cuando declina la producción de frutos. Mediante una poda correcta se permite el escalonamiento en la fructificación entre los nuevos brotes y los más antiguos, y se evitan el envejecimiento y el enmarañamiento por el crecimiento natural.

## Usos
Las grosellas son bien conocidas en la elaboración de postres, como pasteles, batidos y crumbles. Se las suele conservar secas, en jarabe azucarado, como mermelada o encurtidas. También se utilizan para aromatizar bebidas y licores o elaborar vino de fruta.

## Taxonomía
Ribes uva-crispa fue descrita por  Carlos Linneo y publicado en Species Plantarum 1: 201. 1753.
Etimología
Ríbes: nombre genérico que según parece procede del árabe rabas; en persa rawas y rawash = nombre en oriente de un ruibarbo (Rheum ribes L., poligonáceas). Se afirma que ribes figura por primera vez en occidente en la traducción que Simón Januensis hizo, en la segunda mitad del siglo XIII, del libro de Ibn Sarab o Serapión –Liber Serapionis aggregatus in medicinis simplicibus...– y que este nombre fue adoptado por las oficinas de farmacia. En todo caso, se aplicó a plantas diferentes, cuales son los groselleros (Ribes sp. pl.), quizá por sus frutos ácidos y por sus propiedades medicinales semejantes.
uva-crispa: epíteto latíno 
Sinonimia
| - Grossularia glandulososetosa Opiz - Grossularia hirsuta Mill. - Grossularia intermedia Opiz - Grossularia pubescens Opiz - Grossularia reclinata (L.) Mill. - Grossularia spinosa (Lam.) Rupr. - Grossularia uva Scop. - Grossularia uva-crispa (L.) Mill. - Grossularia uva-crispa subsp. lasiocarpa (Gaudin ex Monnier) Dostál - Grossularia uva-crispa subsp. reclinata (L.) Dostál - Grossularia vulgaris Spach - Oxyacanthus sativus Chevall. - Oxyacanthus uva-crispa (L.) Chevall. - Ribes aculeatum Salisb. - Ribes caucasicum Adams ex Schult. - Ribes crispum Dulac - Ribes dubium Jacques - Ribes grossularia L. - Ribes grossularia var. vulgare Jancz. - Ribes grossularium St.-Lag. - Ribes hybridum Besser - Ribes reclinatum L. - Ribes spinosum Lam. |

## Nombre común
- Castellano: acibombo, acigüembre, acingüengo, agrasón, agraz, agrazón, algaraz, arganzón, argazón, argizana, arregitana, cambronera de Jarava, cerremíngano, escambrones de Jarava, escrébene, escándalo, gelindrombo, grosella, grosellera, grosellero, grosellero común, grosellero de Europa, grosellero espinoso, grosularia, limoncillo, limoncillos, mallas, parra de pincho, parra de uva pincho, parra pinchosa, plumilla, prumilla, prumillar, raspanilla, regitana, regitano, remíngano, rosilla, rosquitano, rosquitanos, ráspano, tormencillos, tremoncillos, uva crespa, uva crespina, uva de espino, uva espina, uva espino, uvas de San Juan, uvas sanjuaniegas, uvas de coril, uvas de corinto, uvasespino, uvasín, uvilla, zalancuerno, zamarromera, zamarrones, zaragüéndano, zaramúngano, zarramonera, zarramíngano, zurramíngano.[4]